# 180° (película)
180° es una película de comedia dramática mexicana de 2010 escrita, dirigida y coproducida por Fernando Kalife. Está protagonizada por Elizabeth Valdéz, Rodrigo Cachero, Daniel Martínez, Fernando Becerril, Juan Martín Jáuregui, Manuel García-Rulfo, Eduardo Blanco, Iliana Fox y Alejandro Cuétara.

## Sinopsis
Salvador no espera lo que el destino le depara porque siempre ha resuelto sus problemas por la vía del engaño y la trampa. Pero esta vez se metió con un mafioso, y su vida entera depende del éxito de Gasparotto, un futbolista con la rodilla lastimada. Es en ese momento cuando Salvador conoce su verdadero destino.

## Elenco
Los actores que participan en esta película son:
- Manuel García-Rulfo como Salvador Díaz
- Elizabeth Valdéz como Sofy
- Rodrigo Cachero como Darío
- Daniel Martínez como Martín
- Juan Martín Jáuregui como Gasparotto
- Eduardo Blanco como Lazarte
- Iliana Fox como Bárbara
- Alejandro Cuétara como Ernesto
- Fernando Becerril

## Producción

### Financiación
La película fue financiado por el Fondo de Inversión y Estímulo al Cine (FIDECINE) y las fundaciones de Nelson Mandela y Kofi Annan.

### Rodaje
La fotografía principal se llevó a cabo en Monterrey y Ciudad de México en México, y en Buenos Aires, Argentina.

## Liberar
La película tuvo su estreno mundial el 22 de junio de 2010, en Ciudad del Cabo, Sudáfrica. Luego se estrenó en Estados Unidos el 3 de febrero de 2011, como parte del 26.º Festival Internacional de Cine de Santa Bárbara. Tuvo su estreno comercial el 4 de enero de 2013 en cines mexicanos.

## Recepción

### Recepción de la crítica
Jessica Oliva de Cine Premiere destaca aspectos técnicos como la edición a cargo de Joel T. Pashby. Sin embargo, critica que en el momento donde se cruzan todas las historias planteadas en la película, no se hace de manera relevante o profunda, también menciona que varios personajes no logran desarrollarse adecuadamente.

### Premios y nominaciones
| Año  | Premio                                          | Categoría                    | Candidato                       | Resultado | Ref.   |
| ---- | ----------------------------------------------- | ---------------------------- | ------------------------------- | --------- | ------ |
| 2010 | Festival de Cine de Marbella                    | Mejor Largometraje           | Fernando Kalife                 | Nominado  | [ 11 ] |
| 2010 | Festival Internacional de Cine de Costa Rica    | Mejor Película Internacional | Fernando Kalife y Víctor Dryere | Ganador   | [ 12 ] |
| 2011 | Festival Internacional de Cine de Santa Bárbara | Premio Nueva Visión          | Fernando Kalife                 | Nominado  | [ 13 ] |